# 殭屍校園
《殭屍校園》（：／），為2022年1月28日上線的Netflix韓國驚悚劇集，由《愛上王世子》導演李在奎與《遇見愛》、《L.U.C.A：物種起源》編劇千成日合作打造，故事改編自朱東根創作連載於Webtoon的網絡漫畫《極度恐慌》。此劇講述在喪屍病毒肆虐的孝山市高中裡，無路可逃的學生們以及想要營救他們的人們經歷了無法預測的極端狀況後發生的故事。
2022年6月7日，宣布製作第二季。

## 演員陣容

### 主要人物
| 演員   | 角色   | 介紹 |
| 朴持厚 | 南溫召 | 孝山高中二年五班學生，成績不太好，但擁有爽朗的性格，從身為消防員的父親身上學到許多求生技能。                       |
| 尹燦榮 | 李青山 | 孝山高中二年五班學生，溫召的同班兼青梅竹馬，性格穩重，勇敢堅強，爲了守護暗戀對象而竭盡全力。                       |
| 趙怡賢 | 崔南拉 | 孝山高中二年五班學生兼班長，全校第一名，性格冷靜、沉默寡言，總是拒人於千里之外。                                   |
| 羅門   | 李秀赫 | 孝山高中二年五班學生，原是不良少年，如今夢想成爲軍人而痛改前非、努力學習，憑藉出色的運動能力而成為朋友的堅強後盾。 |
| 劉仁秀 | 尹奎男 | 孝山高中二年一班復讀生，殘忍狂暴的校園惡霸，某種程度而言比殭屍更加危險。                                           |
| 李瑜美 | 李娜延 | 孝山高中二年五班學生，含著金湯匙出生的富家女，自私又怕死，為了自保不擇手段。                                       |

### 孝山高中學生

#### 二年五班
| 演員   | 角色   | 介紹                                                                         |
| 函勝敏 | 韓景修 | 李青山的死黨，因家境貧窮而受到娜延的鄙視。                                   |
| 金珠雅 | 尹李朔 | 南溫召最好的朋友，與她形影不離。                                             |
| 金寶允 | 徐孝伶 | 智敏的同桌兼好友，在學校中穿著粉紅毛衣。                                     |
| 金珍英 | 金智敏 | 合唱團一員，父母是送貨員，待人態度十分刻薄。                                 |
| 林載赫 | 楊大修 | 青山的同伴，身形高大的學生，班級內的搞笑擔當，喜歡射箭隊的河莉。             |
| 安勝鈞 | 吳俊英 | 全校第二名，大修的死黨之一，學校自科社一員。                                 |
| 孫相淵 | 張宇進 | 張河莉的弟弟，與溫召一行人共同生存。                                         |
| 李彩殷 | 朴熙秀 | 一名未婚懷孕的女學生，在危機發生時因不舒服而離開學校生下孩子。               |
| 鄭伊瑞 | 金賢珠 | 學校首位感染者，作為霸凌者之一，因受李炳燦辦公室的病毒實驗倉鼠咬傷而受感染。 |
| 金井然 | 金珉知 | 娜延與大修的朋友，與崔南拉同桌，被老師咬傷後屍變。                           |

#### 其他學生
| 演員   | 角色   | 介紹 |
| 河勝理 | 張河莉 | 射箭校隊一員，宇進的姐姐，參加完比賽回校時遭遇殭屍危機，手中的弓箭成為防身武器。                                             |
| 李銀泉 | 朴美珍 | 髒話連篇的高三生，面臨大學學測，脾氣直率且行事果斷。                                                                         |
| 陳浩恩 | 張民載 | 射箭校隊一員，河莉的搭檔。                                                                                                   |
| 楊漢烈 | 劉俊成 | 身形高大却很胆小的男學生，與美珍及朋友夏林共同躲在廁所。                                                                     |
| 吳惠秀 | 閔恩智 | 二年一班學生，在學校遭受孤立、備受霸凌，危機當天曾遭尹奎男逼迫拍脫衣影片。                                                   |
| 安智浩 | 金哲洙 | 二年一班學生，膽小懦弱的校園暴力受害者，與恩智有共同語言。                                                                   |
| 吳熙俊 | 孫明煥 | 校園老大，率領尹奎男等流氓一起欺凌同學。                                                                                     |
| 申在輝 | 朴昌勳 | 校園霸凌者之一，穿藍色外套，成為學校第三名感染者。                                                                           |
| 李民久 | 李真秀 | 李炳燦的兒子，校園暴力受害者，受盡尹奎男霸凌卻選擇逆來順受，受父親的實驗淪為殭屍，某日墜樓至重傷送醫而來不及注射鎮定劑失控。 |
| 黃寶雲 | 李夏林 | 俊成的朋友，與他共同躲在廁所中，不幸被咬而在隔間中屍變。                                                                     |
| 趙志安 | 張道民 | 躲在圖書館書櫃上的學生，一度與尹奎男和李青山在圖書館相遇。                                                                   |

### 其他人物
| 演員   | 角色   | 介紹                                                                             |
| 全培秀 | 南召周 | 南溫召的爸爸，消防署急救隊長。在殭屍事態爆發時盡全力拯救市民，並想辦法找到女兒。 |
| 李智賢 |        | 李青山的媽媽，陪丈夫經營炸雞店，一直想以青山的名字命名店面。                     |
| 禹智賢 | 金宇信 | 南召周的後輩，年輕的消防署隊員。                                                 |
| 董賢培 | 朴英煥 | 南召周的隊員，消防署急救員。                                                     |
| 李耀成 |        | 李青山的父親，與妻子共同經營炸雞店。                                             |
| 朴宰哲 | 全虎哲 | 首爾大學休學中的新進警察。                                                       |
| 李時勳 |        | 《橘子裂開的聲音》的YouTube直播主，為了點擊率不惜鋌而走險獨闖佈滿殭屍的孝山市。  |
| 裴海善 | 朴恩希 | 孝山市國會議員。                                                                 |
| 趙達煥 | 趙達浩 | 朴議員的首席輔佐官。                                                             |
| 金鍾泰 | 陳善武 | 隸屬韓國軍方的戒嚴司令官，負責指揮孝山市的救援及打擊行動。                       |
| 朴智烈 | 李在濬 | 一名即將退伍的軍人，自願加入孝山市的肅清任務。                                   |
| 安世彬 | 世彬   | 一名失去媽媽的八歲小女孩，跟青山一家住在同一條街區。                             |

### 特別演出
| 演員   | 角色   | 介紹 |
| 金炳哲 | 李炳燦 | 孝山高中科學教師，孤僻且憤世嫉俗，兒子也遭到學生霸凌，曾在美國取得細胞生物學博士學位，身為釀成危機的「約納斯病毒」（以漢斯·約納斯命名）研發者。 |
| 李尚熙 | 朴善花 | 孝山高中英文教師兼二年五班班導，一直守護着學生們的好老師。                                                                                      |
| 李奎炯 | 宋在益 | 調查殭屍病毒事件的刑警，曾受理李炳燦兒子失蹤案。                                                                                                |
| 嚴孝燮 |        | 孝山高中校長，除了對學生訓話以外完全無所作為，危機發生時拿學生當肉盾。                                                                          |
| 尹敬浩 | 鄭容南 | 孝山高中國文教師兼訓導主任，對校園內的霸凌情況視而不見，還盡其所能封鎖校內消息。                                                                |
| 尹炳熙 | 姜振久 | 孝山高中體育教師，被咬傷後卻不願承認，最終屍變並咬傷其他學生。                                                                                  |
| 安詩荷 | 金京美 | 孝山高中保健教師，不慎遭金賢珠咬傷後成為校園第二名感染者。                                                                                      |
| 蔡東炫 |        | 孝山高中射箭校隊教練。 |
| 金泰勳 |        | 地铁僵尸扮演者。 |

## 製作

### 開發
2020年4月12日，Netflix宣布JTBC Studios與旗下子公司Film Monster會把朱東根創作連載於Webtoon的網絡漫畫《極度恐慌》改編成影集。

### 選角
2020年4月12日，尹燦榮已被證實會參與這部戲的演出。4月22日，朴持厚以主要角色之名加入劇組。7月1日官方證實趙怡賢、羅門、劉仁秀也會加入劇組。在選角方面，導演李在奎表示「這次選角採用知名度不高的演員，好讓觀眾有沉浸式的體驗。」

### 拍攝
2020年6月開始拍攝，8月時因為韓國新冠疫情再度爆發而暫停拍攝。最終於2021年2月結束拍攝。

## 獎項荣誉
| 年份   | 頒獎典禮              | 獎項                    | 入圍者         | 結果 |
| 2022年 | 第58屆百想藝術大獎    | TV部門 男子新人演技獎   | 劉仁秀         | 提名 |
| 2022年 | 第58屆百想藝術大獎    | TV部門 女子新人演技獎   | 李瑜美         | 提名 |
| 2022年 | 第58屆百想藝術大獎    | TV部門 女子新人演技獎   | 趙怡賢         | 提名 |
| 2022年 | 第1屆青龍系列大獎     | 電視劇部門 新人女演員獎 | 朴持厚         | 提名 |
| 2022年 | 第1屆青龍系列大獎     | 電視劇部門 新人女演員獎 | 趙怡賢         | 提名 |
| 2022年 | 第8屆APAN Star Awards | 男子新人獎              | 尹燦榮         | 獲獎 |
| 2022年 | 第8屆APAN Star Awards | 女子新人獎              | 朴持厚         | 獲獎 |
| 2022年 | 第8屆APAN Star Awards | 女子新人獎              | 趙怡賢         | 提名 |
| 2022年 | 第8屆APAN Star Awards | OTT女子優秀演技獎       | 李瑜美         | 提名 |
| 2023年 | 第21届韩国导演选择奖  | 影集部門 年度導演獎     | 李在奎、金男洙 | 提名 |
| 2023年 | 第21届韩国导演选择奖  | 影集部門 年度劇本獎     | 千成日         | 提名 |
| 2023年 | 第21届韩国导演选择奖  | 影集部門 年度女演員獎   | 朴持厚         | 提名 |
| 2023年 | 第21届韩国导演选择奖  | 影集部門 年度女演員獎   | 趙怡賢         | 提名 |
| 2023年 | 第21届韩国导演选择奖  | 影集部門 年度新女演員獎 | 李恩泉         | 提名 |
| 2023年 | 第21届韩国导演选择奖  | 影集部門 年度新女演員獎 | 河勝理         | 提名 |
| 2023年 | 第21届韩国导演选择奖  | 影集部門 年度新男演員獎 | 羅門           | 提名 |
| 2023年 | 第21届韩国导演选择奖  | 影集部門 年度新男演員獎 | 尹燦榮         | 提名 |

## 外部連結
- 在Netflix上觀看《殭屍校園》
- Daum上《殭屍校園》的資料